# Wangen (Adelsgeschlecht)

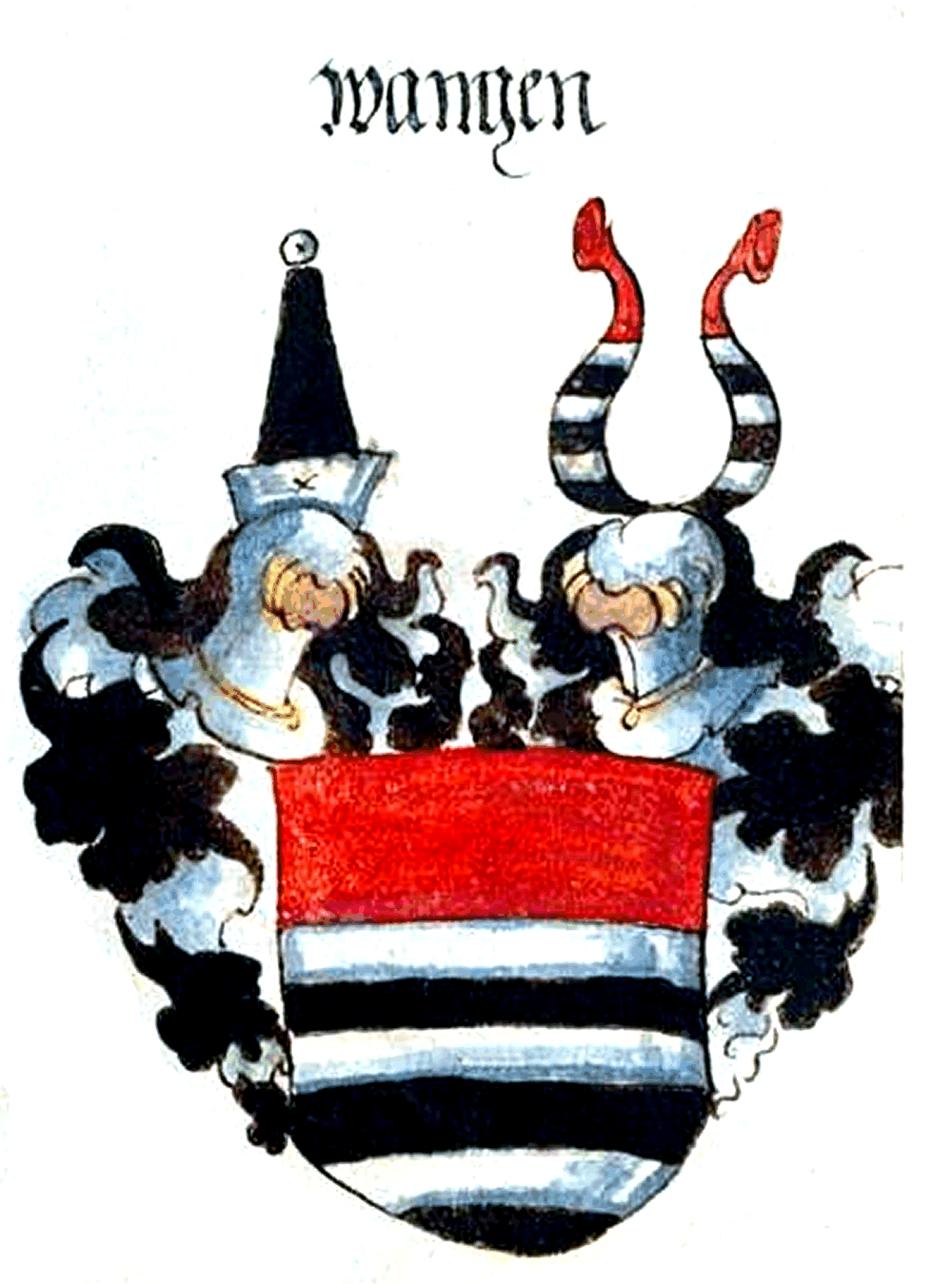
Stammwappen derer von Wangen

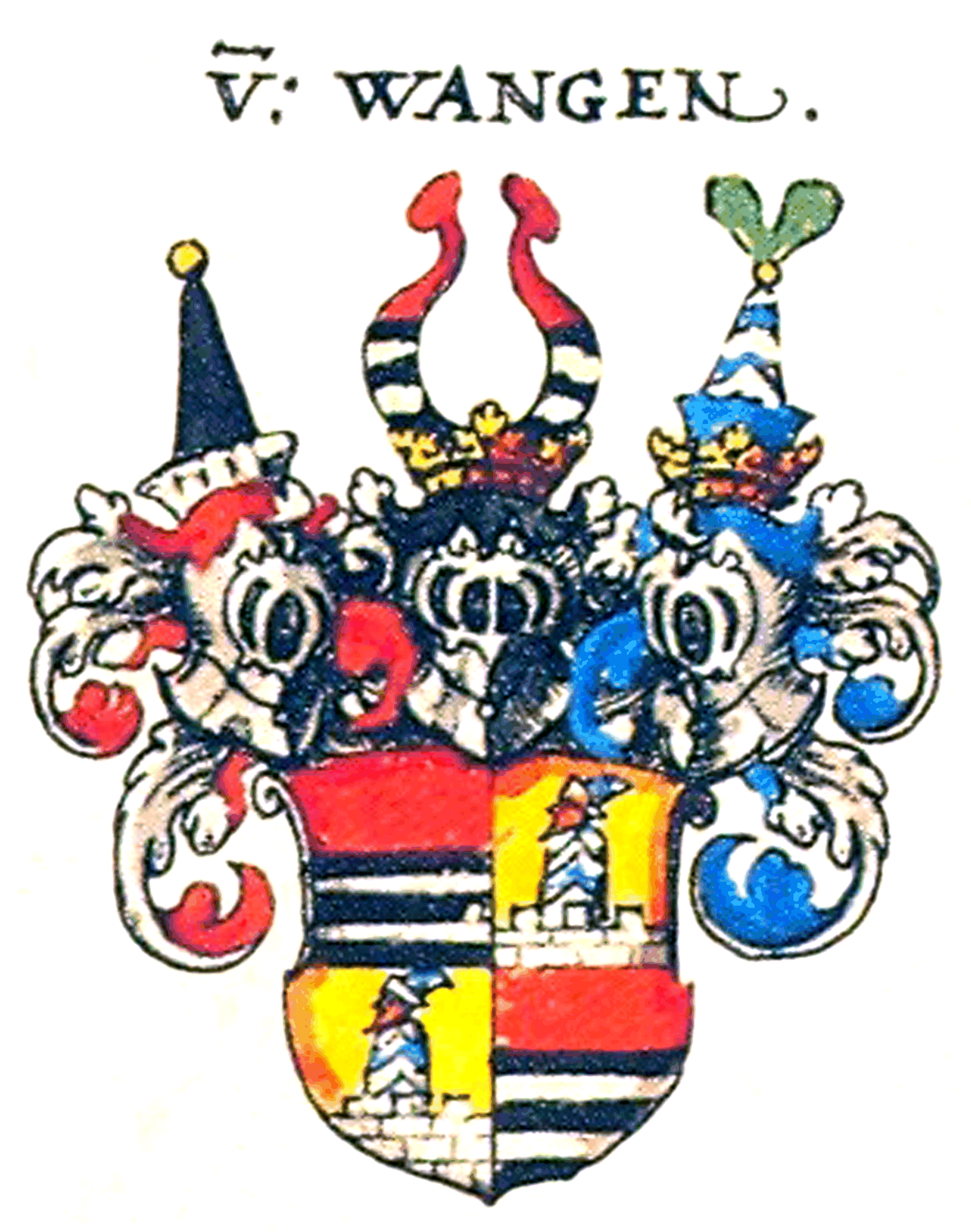
Geviertes Wappen der jüngeren von Wangen in Johann Siebmachers Wappenbuch von 1605

Wangen, auch Wanga, war der Name zweier Adelsgeschlechter aus der Grafschaft Tirol.

## Geschichte

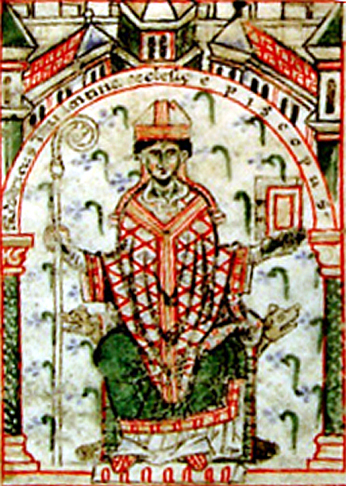
Friedrich von Wangen

### Ältere Linie
Das mit den Grafen von Eppan und den Herren von Tarasp verwandte edelfreie Geschlecht hatte seinen Stammsitz in Burgeis im oberen Vinschgau. Um 1170 verlegte Albero I. von Burgus seinen Wohnsitz auf die Burg auf dem Johanneskofel beim Dorf Wangen, nördlich von Bozen, nach dem er sich benannte. Sein Sohn Friedrich von Wangen, Fürstbischof von Trient und Verfasser des nach ihm benannten Kopialbuches Codex Wangianus, belehnte 1208 seine Brüder Albero II. und Beral I. mit einem Meierhof und erlaubte ihnen dort das Schloss Wangen-Bellermont zu errichten, welches „dem Bischof von Trient stets offen stehen sollte“. Auf dem Höhepunkt ihrer Macht besaß die Familie im 13. Jahrhundert die Schlösser Runkelstein und Ried, Güter und Höfe in Ritten und in der Pfarre Wangen, zwei Gassen in Bozen vor dem Niedertor, das Gericht in der Wangergasse und ein Anteil des dortigen Zolles, ein Haus und den Wangen-Turm an der Lorenzbrücke in Trient, Güter und Gericht zu Pfunds im Oberinntal, ein Reichslehen bei Stams, die Vogtei des Klosters Wilten im Etsch- und Eisacktal, sowie das Salzzehent der Saline zu Tauer. Beral von Wangen verkaufte 1258 seinem Verwandten, dem Bischof Heinrich von Chur sein Schloss Reams „nebst allen was er im Oberhalbstein und zu Chur besaß.“ Nachdem der Enkel Alberos, Beral II., verstorben war, gelangten die Besitztümer nach und nach unter die Landesherrschaft Tirols. Mit dem Tod seines Neffen Albero III. 1317/18 ist das Geschlecht im Mannesstamm erloschen. Albero III. hinterließ eine Tochter, Sophie, Witwe des Grafen Heinrich von Moosberg, die 1325 beurkundet ist.

### Jüngere Linie
Die Stammreihe der jüngeren Linie beginnt mit Jakob Huter, der zwischen 1456 und 1481 mehrmals das Amt des Bürgermeisters von Meran bekleidete. Sein Sohn Ulrich Huter, zwischen 1495 und 1510 Stadtrichter von Meran, kaufte 1513 das Schloss Wangen-Bellermont von den Herren von Firmian. In diesem Jahr wurde er von Kaiser Maximilian I. geadelt. Er legte darauf seinen bürgerlichen Namen Huter ab und nahm Namen und Wappen der ausgestorbenen älteren Wangen an. 1518 diente er als Landbote bei dem ersten österreichischen Reichstag in Innsbruck. 1524 erscheint sein Sohn Hans in der Tiroler Landtafel. Dessen Enkel brachten 1539 das Gericht Wangen zu Bozen als Trienter Lehen an sich. 1542 erlangte die Familie die Mehrung ihres Wappens mit den alten Edlen von Wangen. 1581 kaufte Hans Dietrich von Wanga Schloss Rubein in Obermais bei Meran. Das Geschlecht ist in der zweiten Hälfte des 17. Jahrhunderts mit Georg Moritz von Wanga erloschen. Bereits eine Generation zuvor erlosch mit Johann Hiledbrand von Wanga der Bozner Zweig.

## Besitzungen

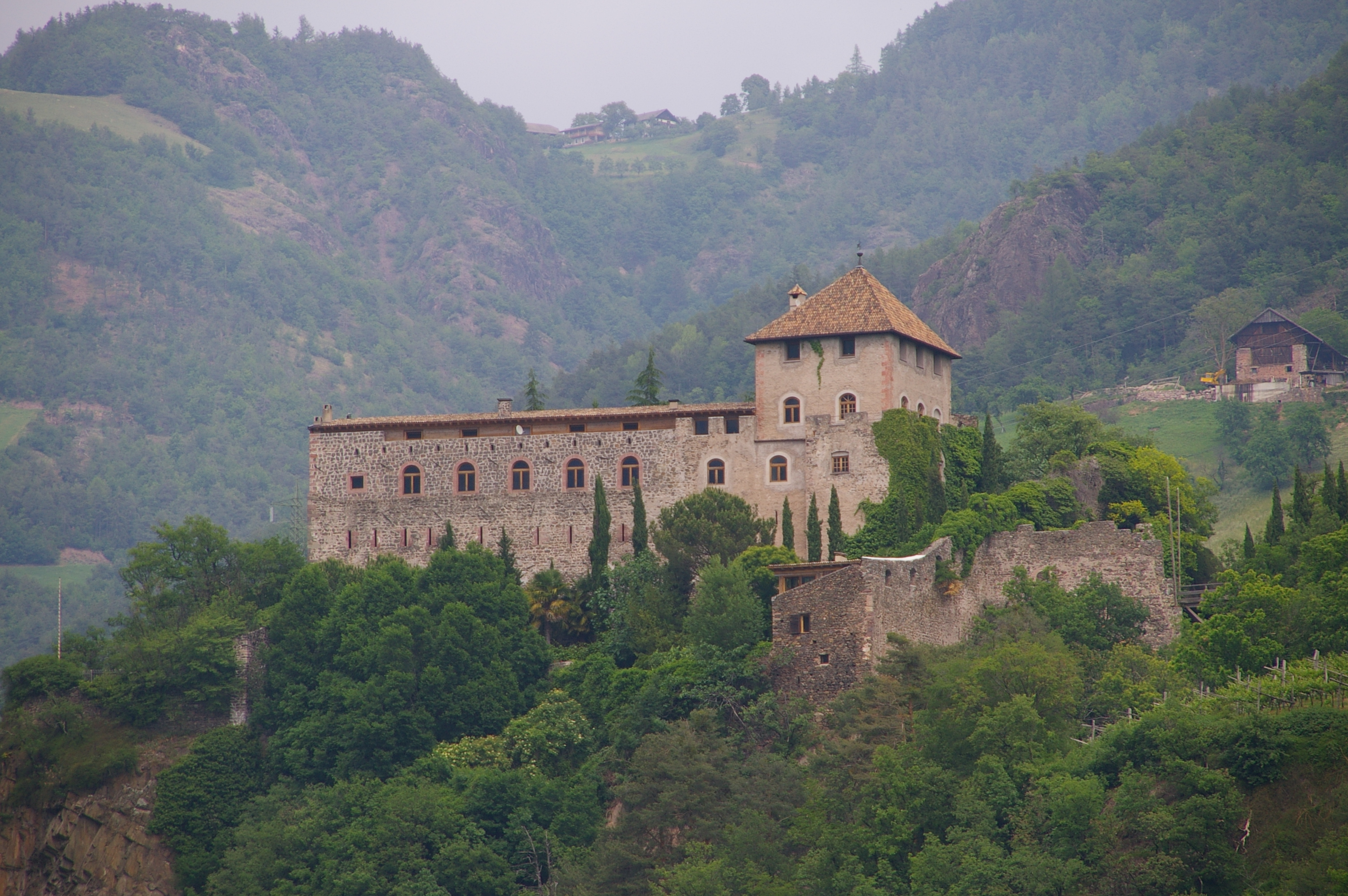
Burg Wangen-Bellermont
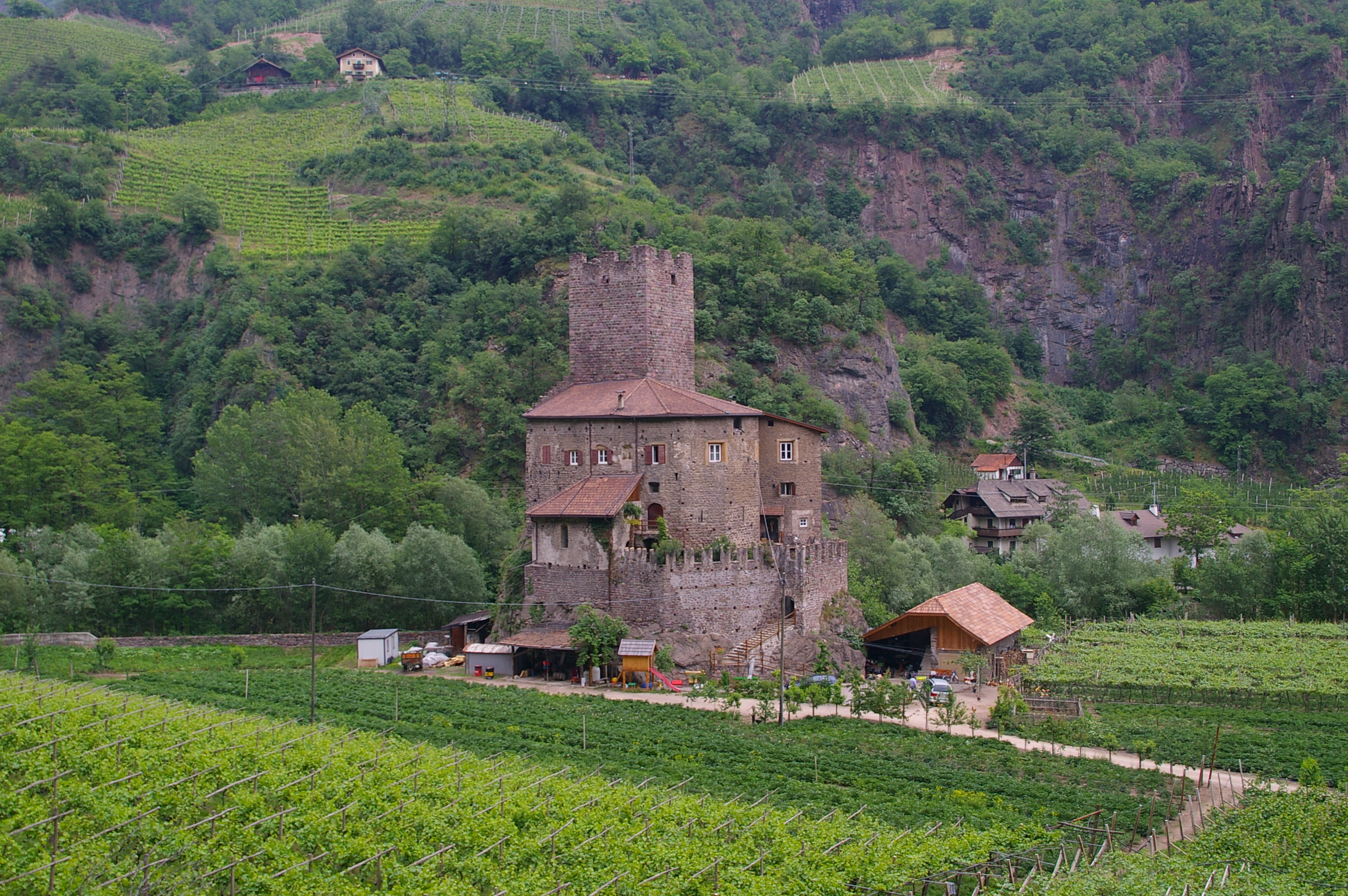
Schloss Ried
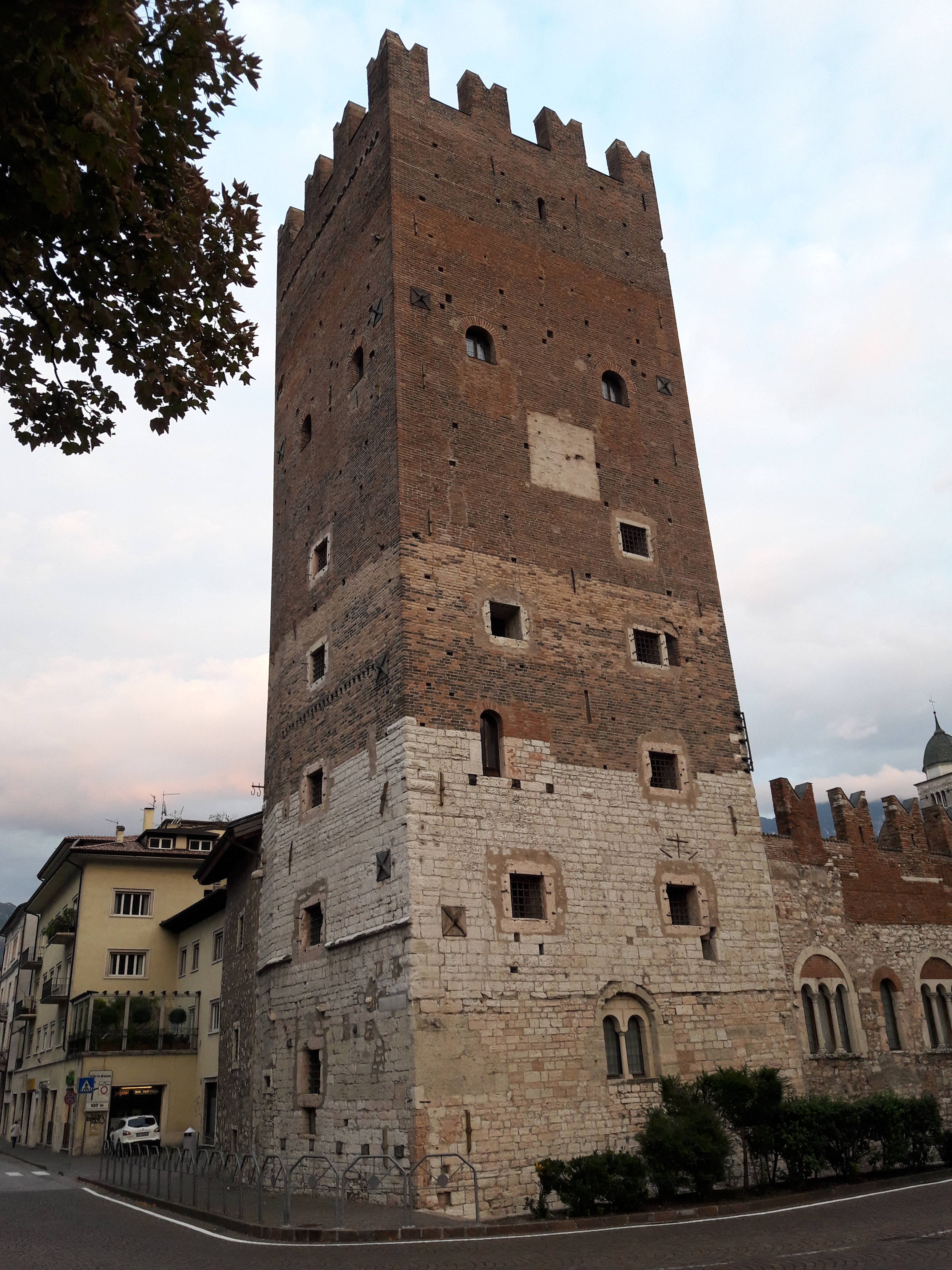
Torre Vanga
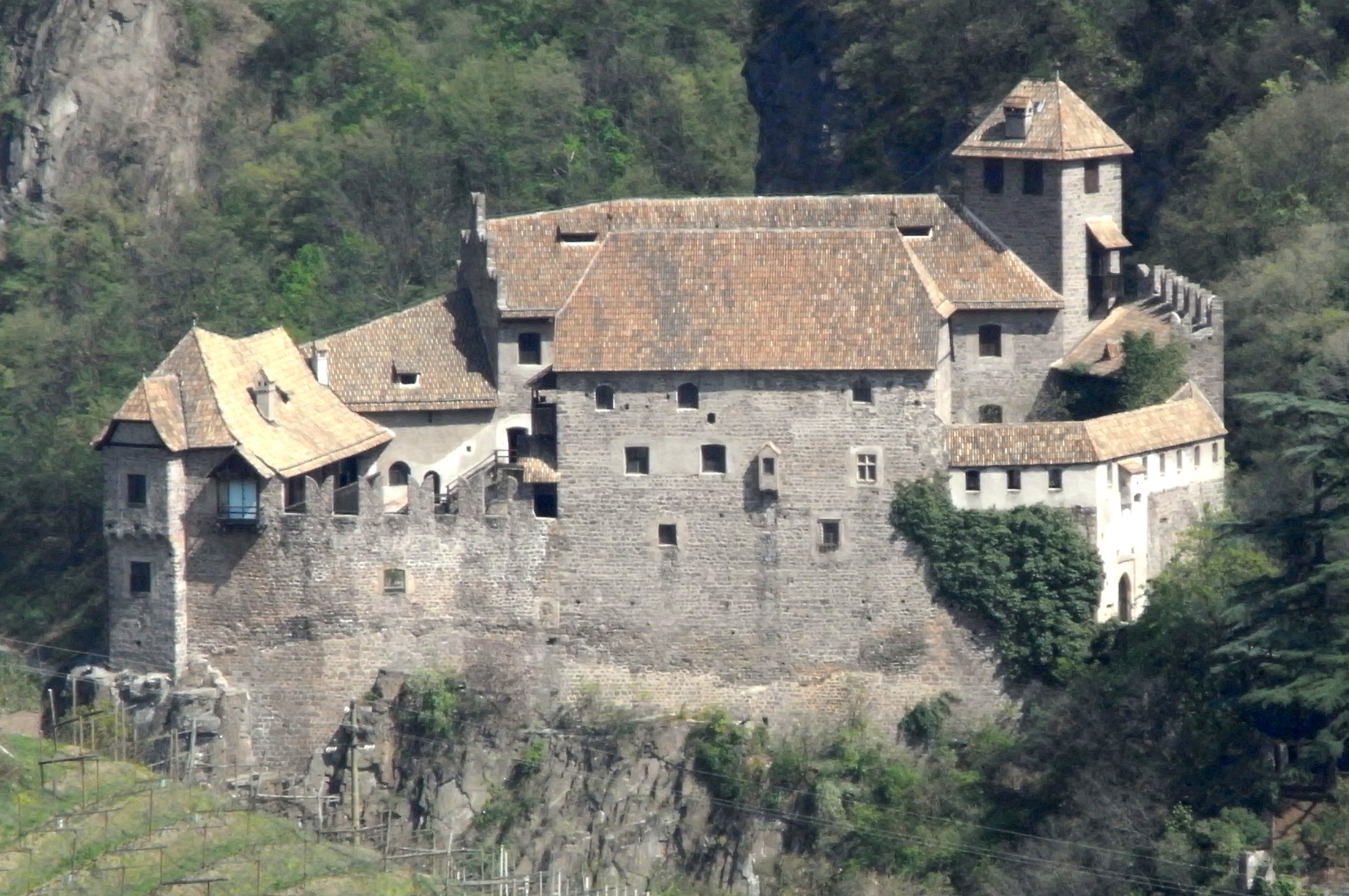
Schloss Runkelstein
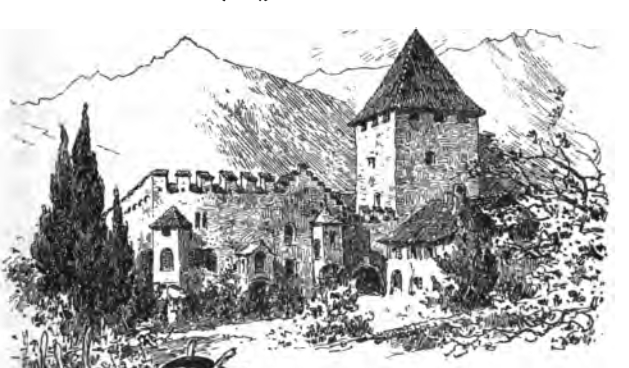
Schloss Rubein